# Panamomops strandi
Panamomops strandi là một loài nhện trong họ Linyphiidae.
Loài này thuộc chi Panamomops. Panamomops strandi được Gábor von Kolosváry miêu tả năm 1934.